# SLAMF7
SLAMF7 (англ. SLAM family member 7) – білок, який кодується однойменним геном, розташованим у людей на короткому плечі 1-ї хромосоми.  Довжина поліпептидного ланцюга білка становить 335 амінокислот, а молекулярна маса — 37 421.
| 10         |  | 20         |  | 30         |  | 40         |  | 50         |
| ---------- |  | ---------- |  | ---------- |  | ---------- |  | ---------- |
| MAGSPTCLTL |  | IYILWQLTGS |  | AASGPVKELV |  | GSVGGAVTFP |  | LKSKVKQVDS |
| IVWTFNTTPL |  | VTIQPEGGTI |  | IVTQNRNRER |  | VDFPDGGYSL |  | KLSKLKKNDS |
| GIYYVGIYSS |  | SLQQPSTQEY |  | VLHVYEHLSK |  | PKVTMGLQSN |  | KNGTCVTNLT |
| CCMEHGEEDV |  | IYTWKALGQA |  | ANESHNGSIL |  | PISWRWGESD |  | MTFICVARNP |
| VSRNFSSPIL |  | ARKLCEGAAD |  | DPDSSMVLLC |  | LLLVPLLLSL |  | FVLGLFLWFL |
| KRERQEEYIE |  | EKKRVDICRE |  | TPNICPHSGE |  | NTEYDTIPHT |  | NRTILKEDPA |
| NTVYSTVEIP |  | KKMENPHSLL |  | TMPDTPRLFA |  | YENVI      |  |            |

A: Аланін

C: Цистеїн

D: Аспарагінова кислота

E: Глутамінова кислота

F: Фенілаланін

G: Гліцин

H: Гістидин

I: Ізолейцин

K: Лізин

L: Лейцин

M: Метіонін

N: Аспарагін

P: Пролін

Q: Глутамін

R: Аргінін

S: Серин

T: Треонін

V: Валін

W: Триптофан

Кодований геном білок за функцією належить до рецепторів. 
Задіяний у таких біологічних процесах як адаптивний імунітет, імунітет, вроджений імунітет, поліморфізм, альтернативний сплайсинг. 
Локалізований у мембрані.